# Пітахая

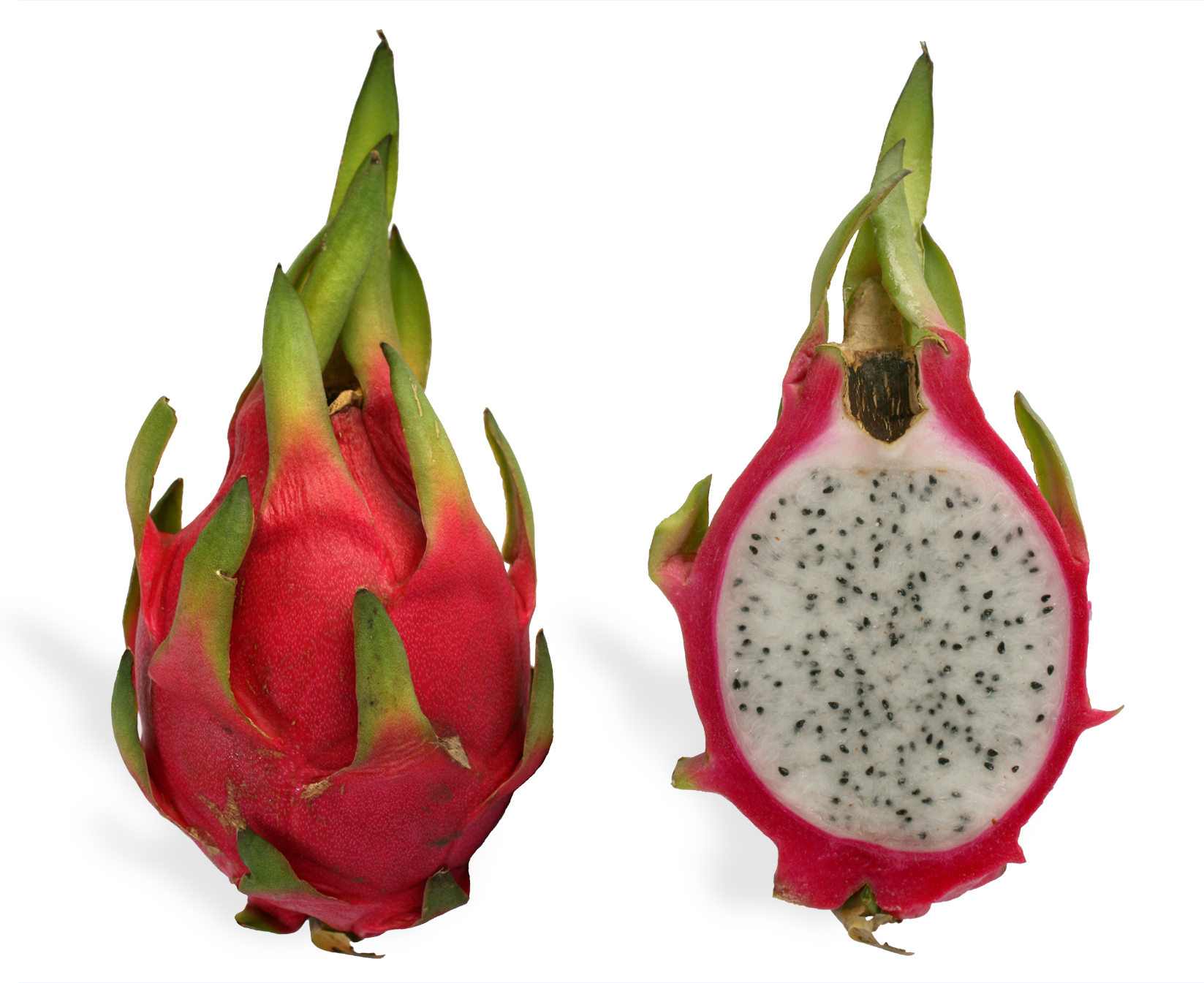
Поверхня та середина плоду

Пітая або пітахая (фрукт дракона) — загальна назва плоду декількох видів з родини Кактусові, в основному з роду Hylocereus («солодка пітая»).
Рослини, плоди яких називають пітаєю, поширені в Мексиці, Центральній і Південній Америці. Фрукт округлої форми, досить великий, з фіолетово-червоною гладкою шкіркою.
Зараз ці рослини також культивуються в низці країн Південно-Східної Азії таких як В'єтнам, Таїланд, Філіппіни, Індонезія, Шрі-Ланка та Малайзія, Японія (о. Окінава), Китай, Тайвань, а також у США (Гаваї), Ізраїлі, Північній Австралії.
Hylocereus цвіте тільки ночами; великі білі пахучі квіти мають типову для кактусових квітів форму. Плід солодкої пітаї має білий кремоподібний м'якуш із крихітним чорним насінням і ніжним ароматом. На смак чимось схожий на ківі.

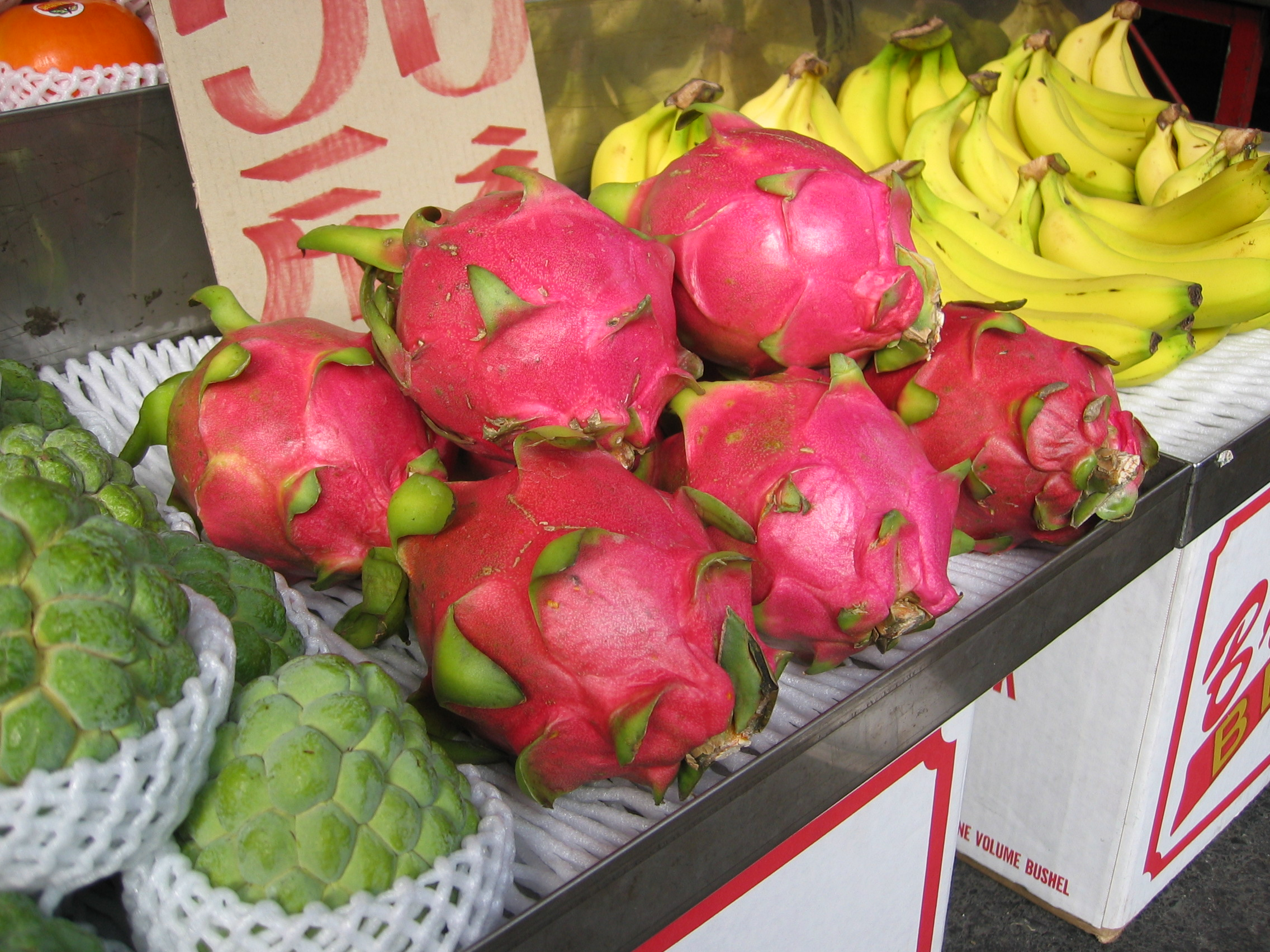
Плід пітаї на прилавку

## Історія
Перша згадка зустрічається в ацтеків в XIII столітті. Солодко-кислі плоди пітаї оцінили й індіанці, але не стільки за смак, скільки за велику кількість фрукта і легкість його збору. Вважається, що плід дракона було завезено до Таїланду з В'єтнаму близько 10 років тому. Ближче до сезону дощів (приблизно у вересні) пітая заполоняє таїландські ринки.

## Культивування
Hylocereus пристосований до життя в сухому тропічному кліматі з помірними опадами.
Плоди зав'язуються на деревах через 30-50 днів після цвітіння, іноді в рік спостерігається до 5-6 врожайних циклів. Деякі ферми у В'єтнамі виробляють до 30 тонн на гектар пітаї щорічно.

## Плоди
Солодка пітая зазвичай відноситься до одного з трьох наступних видів з гладкою шкіркою, вкритою листоподібними наростами:
Hylocereus undatus (червона пітая) має червоно-рожевий плід і білу м'якоть. Найбільш поширений вид, відомий як «драконів фрукт».
Hylocereus costaricensis (коста-риканська пітая, називається також Hylocereus polyrhizus) має плід з червоною шкіркою і червону м'якоть.
Hylocereus megalanthus (жовта пітая, раніше ставилася до Selenicereus) має плід з жовтою шкіркою і білу м'якоть.

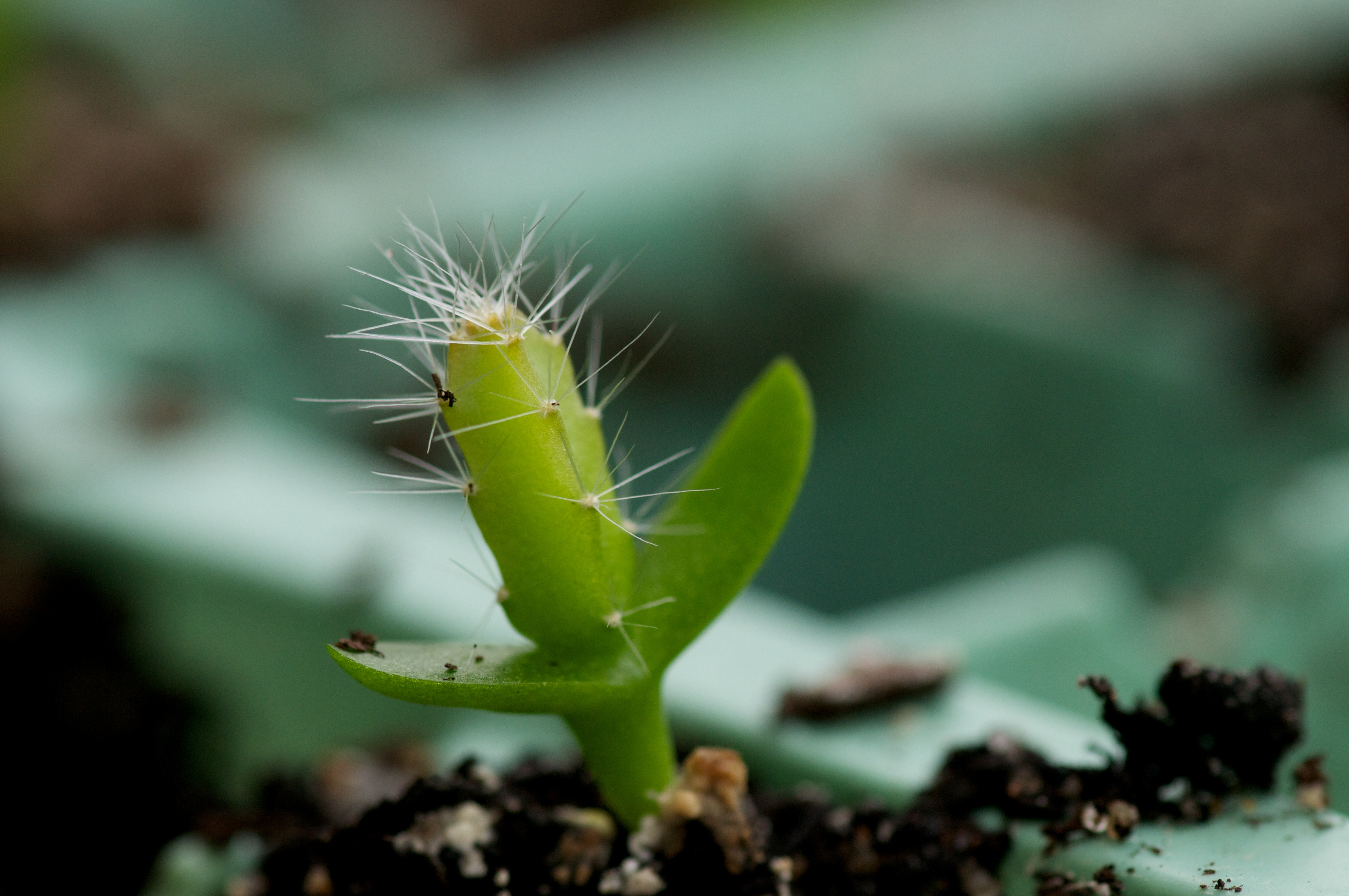
Росток пітая

Плід важить 150—600 грамів, окремі екземпляри досягають кілограма. М'якоть вживається в їжу в сирому вигляді, має солодкуватий смак і низькокалорійна. Відгуки про те, що пітая несмачна, зустрічаються вкрай рідко, хоча смак може здатися прісним. Рекомендується їсти пітаї злегка охолодженою; не рекомендується поєднувати пітаї зі стравами з різким смаком. Крім того, з пітаї можна робити сік або вино, або використовувати для додання смаку в інших напоях. Квіти їстівні, їх також можна заварювати з чаєм.
Для приготування пітаї до вживання фрукт зазвичай розрізається вертикально на дві половинки. Після цього можна або розрізати ці половинки на скибки(подібно до того, як нарізають диню), або вичерпати м'якоть ложкою. Хоча насіння пітаї багаті цінними ліпідами, зазвичай вони не перетравлюються, якщо тільки їх не розжувати. Шкірочка неїстівна, крім того, вона може містити пестициди.

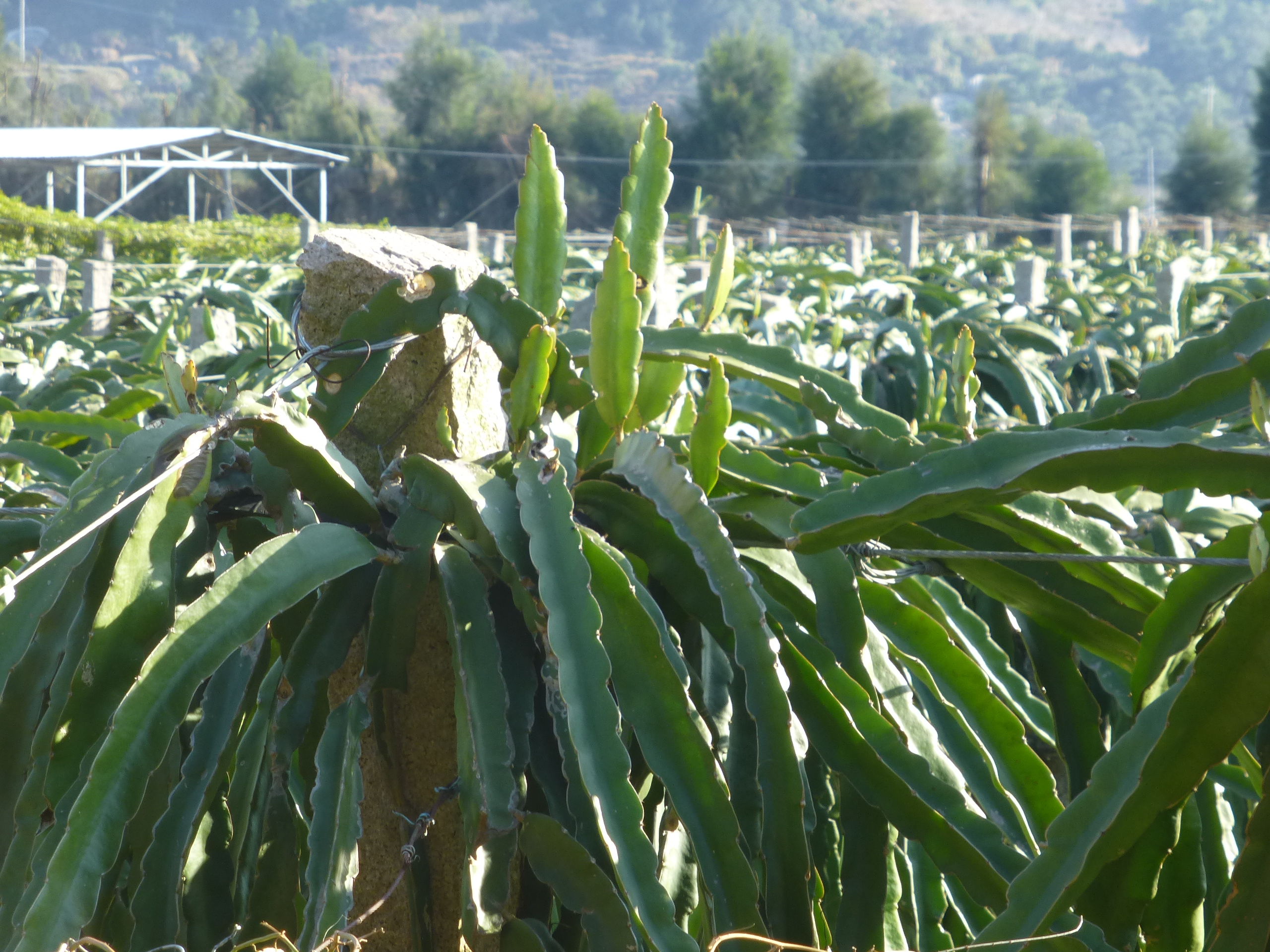
Ферма з вирощування плодів дракона на сході міста Дундай, округ Ляньцзян, провінція Фуцзянь, Китай

М'якоть пітаї містить багато маленького чорного насіння. Її аромат втрачається при нагріванні.
Зовні пітая може бути червоною або жовтою. Жовті пітаї коштують дорожче, так як цей фрукт не часто вирощують. Червона пітая має білу або червону м'якоть. Фрукти з червоною м'якоттю набагато складніше вирощувати і тому доступні рідше, смак плоду з червоною м'якоттю є інтенсивнішим, ніж з білою м'якоттю.
На батьківщині фрукт використовується перш за все для прикраси. Пітая легко пошкоджується при натисканні і, отже, його складно транспортувати. Смак плода приблизно можна порівняти зі смаком ківі, але все ж аромат не такий насичений.
Пітая містить до 90 % води і багато заліза, кальцію і фосфору, а також вітаміни B, C і E та інші корисні речовини.

## Приготування
Пітая — досить солодкий, але при цьому низькокалорійний фрукт. Проте декому смак пітаї може здатися досить невираженим і навіть прісним. Плоди вживають як у сирому, так і в приготованому вигляді. Шкірочка неїстівна, крім того, вона може містити пестициди.
Перед подачею на стіл фрукт дракона розрізають уздовж. Усередині нього знаходиться соковитий, найчастіше білий, м'якуш із дрібним чорним насінням. Насіння пітаї має яскраво виражений горіховий смак і при цьому надзвичайно багате на ліпіди.
Фрукт дракона найчастіше є інгредієнтом багатьох тропічних коктейлів; крім того, з нього готують вино.
Крім приємного смаку, пітая має ще одну перевагу — високий уміст вітаміну B3, фосфору, кальцію та олеїнової кислоти, яка покращує роботу мозку. А з ароматних квітів кактуса пітаї жителі Америки заварюють чай.

## Галерея

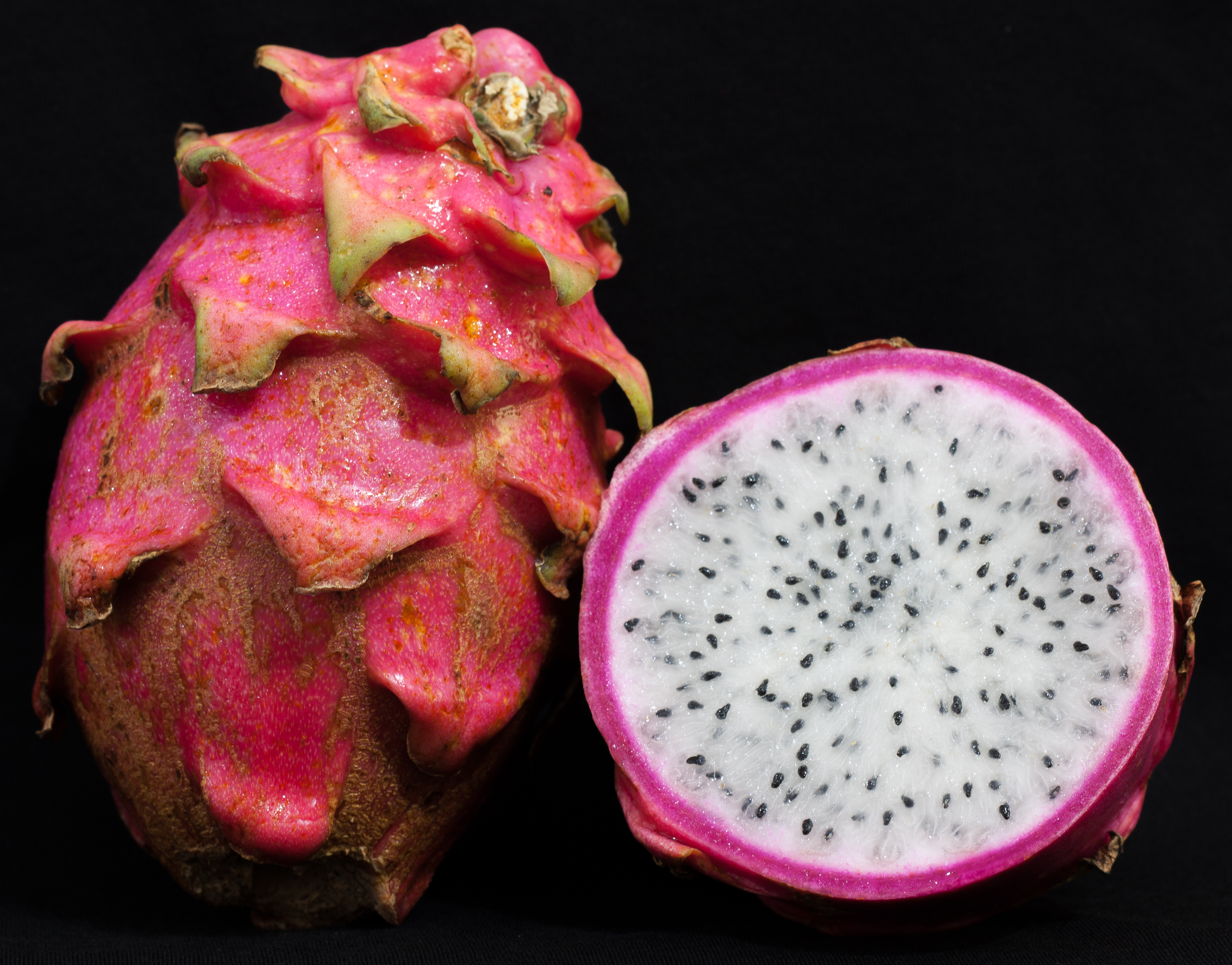
Рожева пітая із білим м'якушем
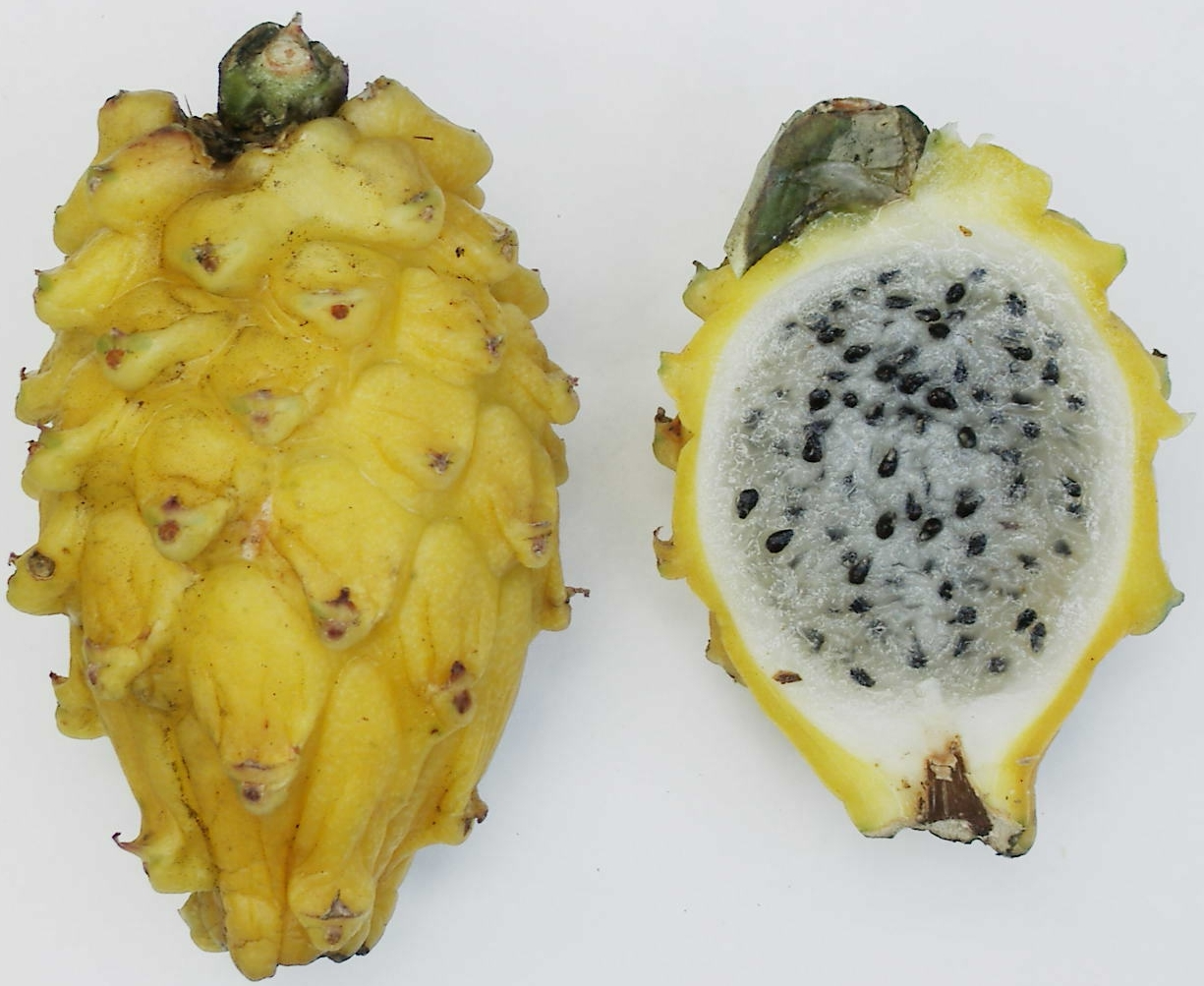
Жовта пітая з білим м'якушем
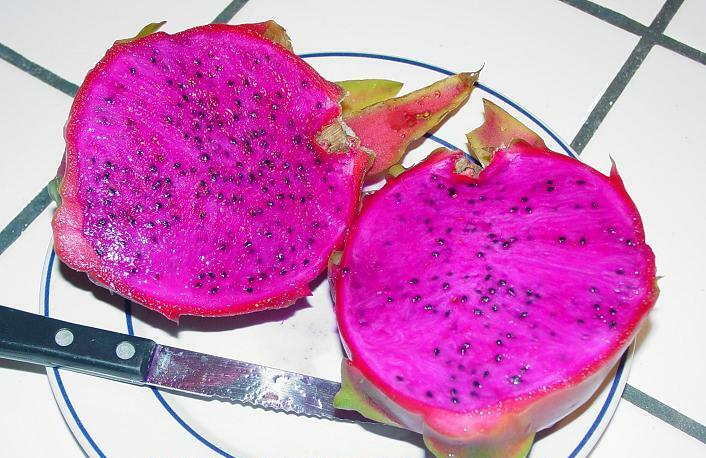
Рожева пітая з рожевим м'якушем
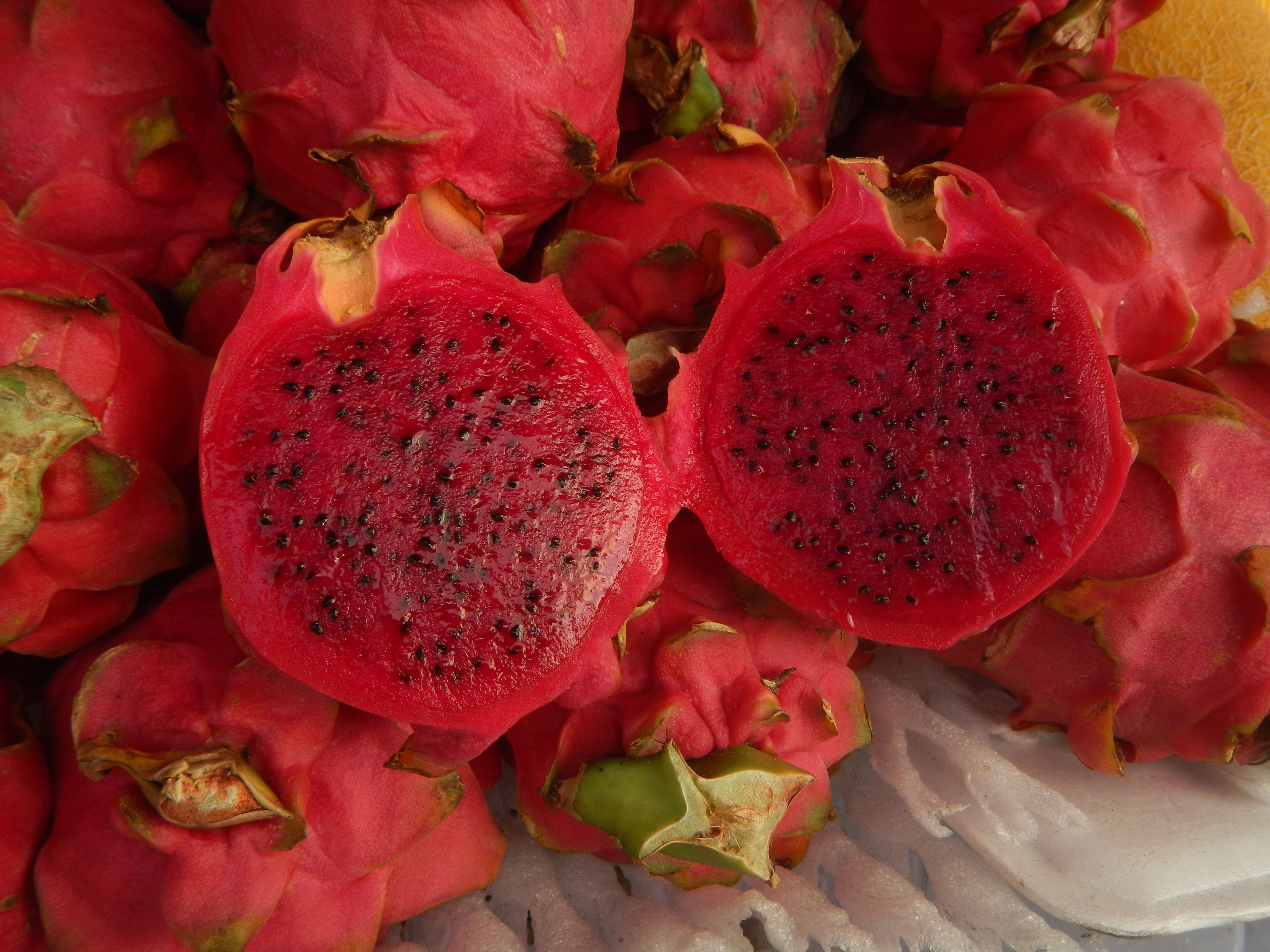
Рожева пітая з рожевим м'якушем (Філіппіни)
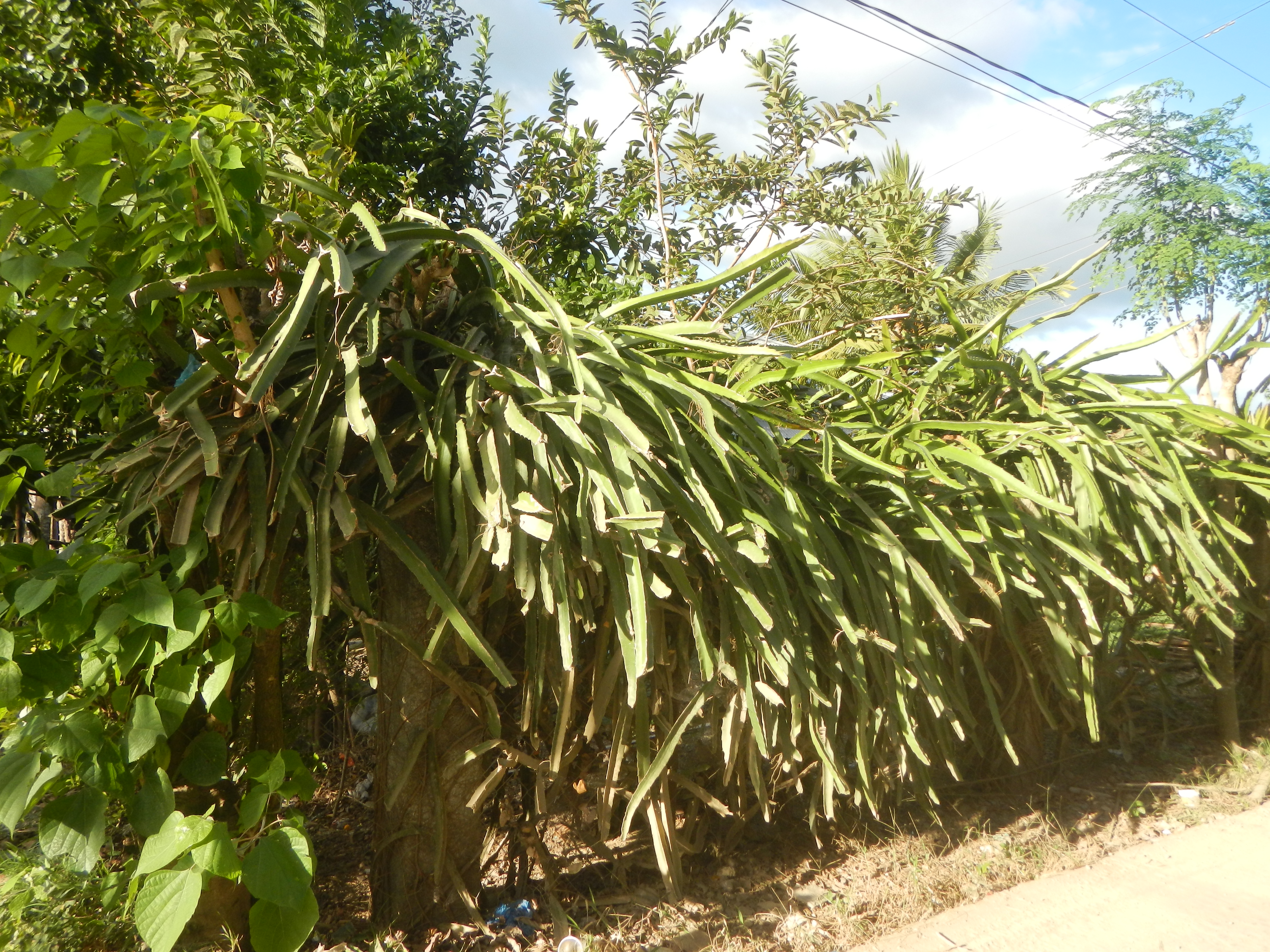
Зарості пітаї